# Oxímoron
L'oxímoron és un procediment gramatical i una figura retòrica que consisteix en la juxtaposició de dos conceptes que tenen significats contradictoris per conferir un caràcter inesperat a l'expressió d'una idea. La forma més freqüent és la combinació d'un adjectiu i d'un substantiu: «nit clara», «dolç dolor», «culpa feliç», «avantguarda tradicional», «instant etern», «pau armada», «caos organitzat»…, però poden ser altres entitats sintàctiques de sentit oposat, com en l'expressió «civilitzar la guerra», o en el lema de la Falange Española «viva la muerte».
El mot «oxímoron» és en si mateix un oxímoron, com que procedeix del grec ὀξύς (oxus, 'savi') i μωρός (môros, 'neci'). Al contrari de la «contradicció en els termes», on el locutor es contradiu espontàniament, sense adonar-se'n, l'oxímoron és intencional. Com passa amb tot bon oxímoron, la contradicció es resol després d'un moment de reflexió i així el procediment contribueix a despertar l'atenció del lector o de l'oient.

## Exemples literaris
| «                             | […] parpelleja damunt les mortes nines, i se'n torna, orfe de llum, sota del sol que crema | » |
| — Joan Maragall, La vaca cega |                                                                                            |   |

| «                              | Aquelles nits tan clares […] No, el meu pit no és el cel, altar de llampecs foscos. | » |
| — Pere Gimferrer, Hora foscant |                                                                                     |   |